# Гейдельбергская читальня
Гейдельбергская читальня — читальный зал и дискуссионный политический клуб, открытый русскими студентами в Гейдельберге (Германия) в 1861 году и просуществовавший до начала Первой мировой войны.
Первым «главой» читальни был русский врач Владимир Игнатьевич Бакст (1835—1874). На протяжении десятка лет читальня являлась центром русского революционного студенчества. Располагалась она под крышей четырех-этажного дома на Мерцгассе. По воспоминаниям Ф. А. Степуна, читальня состояла из нескольких комнат, в главном «зале» на стенах были развешаны портреты русских писателей и «борцов за свободу», также имелась комната «Правления» и две задние комнаты были хранилищами книги и журналов.
В читальне собирались издания русского зарубежья, а также денежные средства. В частности, на деньги собранные среди посетителей, Николай Иванович Пирогов ездил в Италию, где сделал операцию Джузеппе Гарибальди. Важной деятельностью являлось литографирование и распространение политических воззваний и писем, особенно писем Огарева.
Главными управителями были братья Баксты, один из которых, Владимир, был выведен Тургеневым в «Дыме». «Если русский студенческий Гейдельберг и мог показаться к первой мировой войне настоящей кухней тлетворного социализма, то именно потому, что несколько десятилетий это место было убежищем выталкиваемой из России активной молодежи». Так написал о Гейдельберге историк и политический деятель Сергей Григорьевич Сватиков.
Существует письмо Николая Платоновича Огарева — В. И. Баксту и другим организаторам Гейдельбергской читальни.
В 1866 году по требованию Следственной комиссии под председательством M. H. Муравьева. Производилось расследование причин создания и деятельности конспиративной организации, участвовавшей в противоправительственной пропаганде и связанной с Герценом и Огаревым. Были произведены аресты начавшиеся с Александра Логиновича Линева, упоминания о котором оказались в бумагах каракозовца Ивана Худякова. В свою очередь, в бумагах Линева нашлись письма за 1862—1864 гг. его товарища, кандидата Петербургского университета С. Т. Константинова, а при аресте Константинова были найдены весьма резкие в политическом отношении письма того же Линева. У Линева, кроме писем Константинова, нашлись письма Н. И. Бакста, Я. В. Сабурова и др. Был выявлен круг учредителей и членов гейдельбергской «читальни». Были арестованы или вызваны в Следственную комиссию бывшие «гейдельбержцы» — А. Л. Линев, Вл. Нагель, Н. Л. Владимиров, Н. В. Альбертини, А. Ф. Стуарт, Г. С. Веселитский, С. Т. Константинов и др. Во время допросов Следственная комиссия установила ближайшую причастность к данному делу В. И. Бакста и В. Ф. Лугинина, в тот момент находившихся за границей. В фондах ЦГИАМ, под № 95, оп. 1, д. № 311 хранится дело: «Производство высочайше учрежденной под председательством генерала от инфантерии гр. M. H. Муравьева Следственной комиссии о лицах, участвовавших в деятельности русской читальни, устроенной в Гейдельберге. Александр Линев, Тимофей Константинов, Николай Владимиров, Владимир Бакст, Владимир Лугинин, Гаврило Веселитский, Николай Альбертини, барон Александр Стуарт, Владимир Нагель, Николай Неклюдов, Николай Дубровин, Павел Капнист и Петр Новицкий». Начато 17 мая 1866 г. Конечно 10 апреля 1868 г. На 511 листах. Там же находится еще одно дело ЦГИАМ, ф. 109, III Отд., 1-й эксп., 1866 г., № 222: «О лицах, бывших основателями или членами устроенной в Гейдельберге русской читальни, цель которой со стояла в распространении революционной пропаганды».
Существовал пропагандистский и революционный план Огарева, изложенным в его рукописи 1862 г. «Заграничные общества» и в двух литографированных письмах-инструкциях, обращенных к Владимиру Баксту и его товарищам. Письма были литографированы в конце августа — начале сентября 1862 г. Линевым в Мангейме (по его показаниям, в количестве 70—80 экземпляров). Они различными путями распространялись как самим Линевым, так и его корреспондентами за границей и в России.
Осенью 1862 года в читальне возникли несогласия по поводу приема в члены Н. Неклюдова, который вместе с Лугининым и учителем Модзалевским требовали преобразования закрытого клуба в читальню общественную, открытую всем русским за месячный взнос одного гульдена. Пошли споры, и противники этого требования были побеждены.
Огарев называл Гейдельберг и Лондон центральными пунктами, с которыми должны быть связаны все комитеты и революционные организации в России.
Впоследствии читальня стала называться «Пироговской читальней» и просуществовала до начала Первой мировой войны.